# PLA2G1B
PLA2G1B (англ. Phospholipase A2 group IB) – білок, який кодується однойменним геном, розташованим у людей на короткому плечі 12-ї хромосоми. Довжина поліпептидного ланцюга білка становить 148 амінокислот, а молекулярна маса — 16 360.
| 10         |  | 20         |  | 30         |  | 40         |  | 50         |
| ---------- |  | ---------- |  | ---------- |  | ---------- |  | ---------- |
| MKLLVLAVLL |  | TVAAADSGIS |  | PRAVWQFRKM |  | IKCVIPGSDP |  | FLEYNNYGCY |
| CGLGGSGTPV |  | DELDKCCQTH |  | DNCYDQAKKL |  | DSCKFLLDNP |  | YTHTYSYSCS |
| GSAITCSSKN |  | KECEAFICNC |  | DRNAAICFSK |  | APYNKAHKNL |  | DTKKYCQS   |

A: Аланін

C: Цистеїн

D: Аспарагінова кислота

E: Глутамінова кислота

F: Фенілаланін

G: Гліцин

H: Гістидин

I: Ізолейцин

K: Лізин

L: Лейцин

M: Метіонін

N: Аспарагін

P: Пролін

Q: Глутамін

R: Аргінін

S: Серин

T: Треонін

V: Валін

W: Триптофан

Кодований геном білок за функцією належить до гідролаз. 
Задіяний у таких біологічних процесах, як метаболізм ліпідів, деградація ліпідів. 
Білок має сайт для зв'язування з іонами металів, іоном кальцію. 
Секретований назовні.